# 熱帶風暴辛樂克 (2020年)
熱帶風暴森拉克（英語︰Tropical Storm Sinlaku，國際編號：2003，聯合颱風警報中心：WP042020）是2020年太平洋颱風季第3個被命名的熱帶氣旋。「森拉克」一名由密克羅尼西亞聯邦提供，是密克羅尼西亞科斯雷（Kosrae）傳說中的女神。
森拉克源自一道廣闊季風槽，橫越呂宋後移向海南島一帶。由於其「季候風低壓」特性，在它仍為熱帶低氣壓時，其風圈已非常廣闊，令廣東沿岸大部份地區受強風影響。

## 發展過程
2020年初西北太平洋熱帶氣旋活動異常平靜，6月及7月太平洋下沉氣流強勁，而中東地區上升氣流旺盛。在副熱帶高壓脊的支配下，7月的西北太平洋只有少量熱帶性低氣壓生成，甚至出現有紀錄以來首次7月完全沒有獲命名風暴。7月中下旬，數值預報模式預計季風槽變得活躍，廣闊低壓帶會在菲律賓以東形成，穿越呂宋和南海中部。而當中數個低壓旋渦會在8月上旬侵襲華南沿岸、福建、台灣一帶後北上。到7月28日，預報中的低壓區在菲律賓東方海域生成，美國海軍研究實驗室給予熱帶擾動編號91W。該系統為「季風低壓」，其環流廣闊、對流雲帶組織鬆散，且其中心不明顯，聯合颱風警報中心對該系統在1日內形成熱帶氣旋的機會評為「低」。在副熱帶高壓脊引導下，該系統向西北西移動，29日下午在呂宋登陸，午夜到30日凌晨移入南海。雖然系統所在環境垂直風切微弱、高空輻散良好，以及有攝氏30度的炎熱海水提供能量，但該系統結構紊亂，整合組織需時，發展緩慢。聯合颱風警報中心在31日凌晨1時半把上述評級提升為「中」；日本氣象廳在早上9時15分把該系統升為熱帶性低氣壓，同時發出烈風警報。台灣中央氣象局、澳門地球物理暨氣象局和香港天文台也在下午到晚上把該系統升為熱帶低氣壓。此時各數值預報和官方氣象部門均預計該系統掠過海南和北部灣一帶，並登陸越南北部。
8月1日，上午1時30分，聯合颱風警報中心將其評級提升為「高」，並對其發布熱帶氣旋形成警報。下午2時，日本氣象廳將其升格為熱帶風暴，給予國際編號2003，並命名「森拉克」。同時，中國國家氣象中心將其升格為熱帶風暴。台灣中央氣象局將其升格為輕度颱風。下午4時，聯合颱風警報中心將其升格為熱帶風暴，給予熱帶氣旋編號04W。
8月2日，中國國家氣象中心表示森拉克已于下午2时40分前后在越南清化市附近沿海登陆。下午8時，日本氣象廳將其降格為熱帶低氣壓。下午10時，香港天文台降格為低壓區。
8月3日下午8時，日本氣象廳在天氣圖上移除該系統。

### 事後調整
香港天文台在10月14日發布的熱帶氣旋報告中，將森拉克補升為熱帶風暴，風速為每小時65公里。日本氣象廳在10月20日發布的最佳路徑中，把森拉克的巔峰風速上調至40節（75每小時），氣壓下調至985百帕。

## 影響

### 中國大陸

#### 海南
當地發佈之最高颱風預警信號： 颱風黃色預警信號
在7月31日下午4時發布颱風藍色預警信號。
在8月1日下午3時10分改發布颱風黃色預警信號。
風暴期間，三亞市附近有兩艘漁船遇險，交通部南海救助局其後成功救出15名漁民。

#### 廣西
當地發佈之最高颱風預警信號： 颱風藍色預警信號
在8月1日上午9時發布颱風藍色預警信號。

### 香港
| 長洲 · 77 km/h赤鱲角 · 57 km/h青衣 · 33 km/h啟德 · 45 km/h西貢 · 51 km/h沙田 · 24 km/h流浮山 · 36 km/h打鼓嶺 · 28 km/h 天文台測風網絡8個參考自動氣象站錄得之最高10分鐘平均風速。圖例： · 代表錄得強風以下風速（共4個氣象站） · 代表錄得強風（共3個氣象站） · 代表錄得烈風（共1個氣象站） · 備註：此圖只顯示熱帶氣旋警告信號生效時之最高風速。 | 長洲 · 77 km/h赤鱲角 · 57 km/h青衣 · 33 km/h啟德 · 45 km/h西貢 · 51 km/h沙田 · 24 km/h流浮山 · 42 km/h打鼓嶺 · 28 km/h 天文台測風網絡8個參考自動氣象站錄得之最高10分鐘平均風速。圖例： · 代表錄得強風以下風速（共3個氣象站） · 代表錄得強風（共4個氣象站） · 代表錄得烈風（共1個氣象站） · 備註：此圖顯示包括強烈季候風信號生效時間在內的最高風速。流浮山之最高風速在所有熱帶氣旋警告信號發出前、強烈季候風信號生效時錄得。 | 長洲 · 64 km/h赤鱲角 · 37 km/h青衣 · 23 km/h啟德 · 32 km/h西貢 · 38 km/h沙田 · 16 km/h流浮山 · 23 km/h打鼓嶺 · 21 km/h 天文台測風網絡8個參考自動氣象站錄得之最高每小時平均風速。圖例： · 代表錄得強風以下風速（共7個氣象站） · 代表錄得烈風（共1個氣象站） |

當地發出之最高熱帶氣旋警告信號： 三號強風信號
受當時仍為季風低壓之森拉克的外圍雨帶影響，離岸風力開始增強，香港天文台在7月31日早上7時05分發出強烈季候風信號。當日下午香港普遍風勢強勁，離岸及高地間中吹烈風。將軍澳駿日街下午有地盤棚架懷疑被強風吹開，地盤人員要封鎖附近地面。因應季風低壓正逐漸增強且會發展成熱帶氣旋，天文台在下午4時45分發出「特別天氣提示」，表示會考慮在當晚發出三號強風信號，並取代強烈季候風信號。天文台在晚上8時40分取消強烈季候風信號並直接發出三號強風信號，當時森拉克集結在香港西南偏南約520公里，已經最接近香港。此為2000年熱帶低氣壓618以來首次跳過一號信號而直接發出三號信號，以及1993年颱風黛蒂以來首次以三號信號取代強烈季候風信號。
天文台表示，森拉克會在當晚至翌日與香港保持500公里或以上距離。隨著其逐漸遠離香港，預料風勢不會顯著增強，改發八號烈風或暴風信號的機會不大。受到森拉克的外圍雨帶影響，香港普遍吹強風，離岸及高地間中吹烈風，預料三號信號會維持一段時間。8月1日香港普遍風勢仍然強勁，離岸及高地間中吹烈風。天文台在上午4時45分表示三號信號當日大部份時間會維持。中午時份，路政署在瑪麗醫院對開天橋底鋪設喉管工程中，有數個膠圍欄在強風下被吹走，圍欄倒下擊中一名路經的女途人；而尖沙咀金域假日酒店泊車位置亦有兩幅圍板被強風吹翻，擊中兩輛私家車車尾，碎片同時擊中一名酒店男職員。隨著森拉克逐漸遠離香港，但其外圍雨帶仍會影響華南沿岸，天文台在下午4時45分表示，香港普遍仍吹強風，離岸及高地間中吹烈風，預料三號信號會在晚間維持一段時間；當風力減弱時，會考慮改發一號戒備信號。惟香港普遍風勢在黃昏後顯著減弱，只有離岸間中吹強風，因此天文台在下午6時45分表示，將於未來兩三小時內改發一號戒備信號；隨後在晚上8時45分表示將於短期內改發一號信號。天文台於晚上9時10分改發一號戒備信號，當時森拉克集結在香港之西南偏西約760公里。天文台表示，當森拉克對香港的威脅解除時，會取消所有熱帶氣旋警告信號。最終天文台於晚上11時15分取消所有熱帶氣旋警告信號，當時森拉克集結在香港之西南偏西約770公里。
風暴期間，8個指定自動氣象站有4個錄得強風、當中1個錄得烈風，三號信號達標。長洲、機場、西貢及啟德錄得最高10分鐘平均風速分別為每小時77、57、51及45公里。在7月31日強烈季候風信號生效時，流浮山錄得每小時42公里的最高10分鐘平均風速，若包括此數據，8個指定自動氣象站便有5個錄得強風，而該站在強烈季候風信號生效時的風速亦比熱帶氣旋警告信號生效期間更高。連同強烈季候風信號生效時間計算，長洲、機場、西貢、啟德及流浮山錄得最高10分鐘平均風速分別為每小時77、57、51、45及42公里。

### 澳門
| 紀念孫中山市政公園 · 16.2大炮台山 · 28.4外港碼頭 · 41.4污水處理廠 · －海事博物館 · 22.3友誼大橋 · 北峰 · 61.9友誼大橋 · 南峰 · 62.6嘉樂庇 · 總督大橋 · 59西灣大橋 · 57.6澳門大橋北 · －澳門大橋南 · －大潭山 · 33.5東亞運站 · －九澳 · 33.5路環分站 · 19.1澳門大學 · 39.2 澳門氣象局氣象站錄得最高10分鐘平均風速，單位為公里每小時（km/h）。圖例： · 代表沒有數據 · 代表錄得清勁以下風力 · 代表錄得清勁至強勁風力 · 備註：只包括發出熱帶氣旋信號時之最高風速 | 紀念孫中山市政公園 · 16.2大炮台山 · 28.8外港碼頭 · 41.4污水處理廠 · －海事博物館 · 22.3友誼大橋 · 北峰 · 61.9友誼大橋 · 南峰 · 63.7嘉樂庇 · 總督大橋 · 65.2西灣大橋 · 67.7澳門大橋北 · －澳門大橋南 · －大潭山 · 34.2東亞運站 · －九澳 · 34.2路環分站 · 19.1澳門大學 · 39.2 澳門氣象局氣象站錄得最高10分鐘平均風速，單位為公里每小時（km/h）。圖例： · 代表沒有數據 · 代表錄得清勁以下風力 · 代表錄得清勁至強勁風力 · 代表錄得疾勁至烈風風力 · 備註：包括強烈季風信號及熱帶氣旋信號發出前之最高風速 |

當地發出之最高熱帶氣旋信號： 三號風球
- 當地發出之最高風暴潮警告：藍色風暴潮警告

受當時仍為季風低壓之森拉克的外圍雨帶影響，澳門風力開始增強，氣象局在7月31日上午8時30分發出強烈季候風信號。中午12點左右，氣象局發出「特別信息」指當時仍為季風低壓的森拉克將發展成熱帶氣旋，澳門風力間中達到強風影響並因為受天文大潮影響出現水浸。氣象局在下午5時25分宣佈會在晚上8時發出三號風球取代強烈季候風信號，另外藍色風暴潮警告同時生效，同步地亦將季風低壓升格為熱帶低氣壓。至下午起，3條大橋已持續測得強風，更於傍晚短暫測得烈風。晚上8時，氣象局取消強烈季候風信號並發出三號風球及藍色風暴潮警告，當時森拉克集結於澳門以南570公里。此為1993年颱風黛蒂以來首次省略一號風球直接發出三號風球和以三號風球取代強烈季候風信號。氣象局表示預料三號風球將維持至翌日清晨；隨後在晚上11時把三號風球維持時間延至翌日中午。森拉克在8月1日午夜12時至凌晨3時最接近澳門，在西南偏南約530公里處掠過。氣象局在上午8時表示，預料三號風球將在日間維持。受森拉克外圍雨帶影響，氣象局在下午2時35分至下午3時20分發出20毫米大雨提示。氣象局在下午5時表示，預料三號風球將在晚間維持，隨後在晚上11時表示考慮取消所有熱帶氣旋警告信號。氣象局在8月2日凌晨2時取消所有熱帶氣旋警告信號，藍色風暴潮警告亦同時取消。
在藍色風暴潮警告生效期間，內港近十六浦一帶於8月1日早上5點至10點出現0.5米或以下的水浸。

### 越南
8月2日，森拉克在越南北部清化市沿海登陆，令越南北部和中部地区出現大雨和强风。8月3日，森拉克帶来的暴风雨导致至少2人死亡，其中广宁省1人，和平省1人，林同省有2人受伤。中部省份河静省，有超过2,400公顷的稻米和21公顷的其他农作物被淹。在中部高地的多樂省，共有931栋房屋被洪水淹没，超过4000公顷的稻米和其他农作物遭到破坏。

### 老挝
老挝沙耶武里省的受到森拉克带来的雨水增加后，导致湄公河洪水泛滥。媒体引用当地政府的话说，该省有200多所房屋和1000多人受到影响。

### 泰国
8月3日，泰國氣象局表示，在泰国北部的清迈、清莱、难府等18个省份，暴雨引发山洪，河水暴涨。泰国东北部的黎府是受灾最严重的的地区之一。据初步统计，该府目前已有约680户家庭受灾，至少两人丧命。

## 熱帶氣旋警告使用紀錄

### 香港
| 香港天文台 熱帶氣旋警告信號 | 香港天文台 熱帶氣旋警告信號 | 香港天文台 熱帶氣旋警告信號 |
| --------------------------- | --------------------------- | --------------------------- |
| 上一熱帶氣旋                | 一號戒備信號                | 下一熱帶氣旋                |
| 熱帶風暴鸚鵡                | 一號戒備信號                | 颱風海高斯                  |
| 熱帶風暴鸚鵡                | 三號強風信號                | 颱風海高斯                  |

### 澳門
| 澳門地球物理暨氣象局 熱帶氣旋信號 | 澳門地球物理暨氣象局 熱帶氣旋信號 | 澳門地球物理暨氣象局 熱帶氣旋信號 |
| --------------------------------- | --------------------------------- | --------------------------------- |
| 上一熱帶氣旋                      | 三號風球                          | 下一熱帶氣旋                      |
| 熱帶風暴鸚鵡                      | 三號風球                          | 颱風海高斯                        |

### 中國大陸
| 国家气象中心 颱風預警信號 | 国家气象中心 颱風預警信號 | 国家气象中心 颱風預警信號 |
| ------------------------- | ------------------------- | ------------------------- |
| 上一熱帶氣旋              | 颱風藍色預警信號          | 下一熱帶氣旋              |
| 熱帶風暴鸚鵡              | 颱風藍色預警信號          | 颱風米克拉                |

## 外部連結
| 太平洋颱風季             |
| 主題頁 - 專題 - 編輯指南 |

- （日語）日本氣象廳首頁（页面存档备份，存于）
- （英文）聯合颱風警報中心首頁（页面存档备份，存于）
- （简体中文）中國國家氣象中心首頁（页面存档备份，存于）
- （繁體中文）臺灣中央氣象局首頁（页面存档备份，存于）
- （繁體中文）香港天文台首頁（页面存档备份，存于）
- （繁體中文）澳門地球物理暨氣象局首頁（页面存档备份，存于）
- （英文）菲律賓大氣地球物理和天文管理局 惡劣天氣公告（页面存档备份，存于）
- （泰文）泰國氣象局首頁（页面存档备份，存于）